# 마시모 달레마

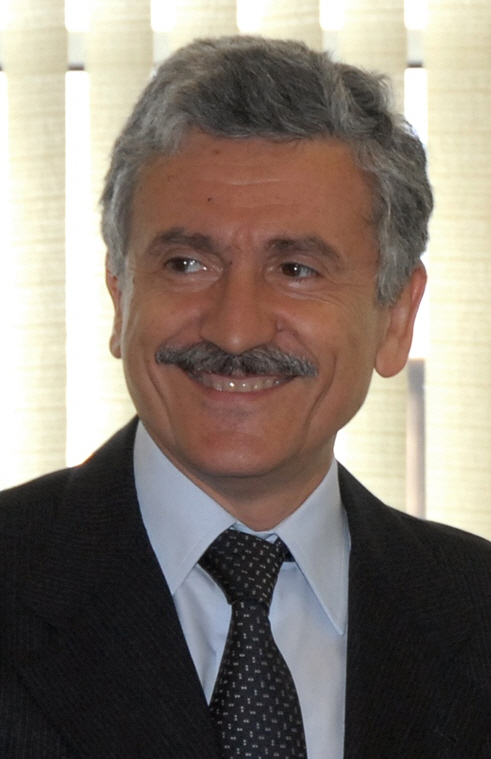
Massimo D'Alema

마시모 달레마(Massimo D'Alema, 1949년 4월 20일 ~)는 이탈리아의 정치인이다. 그는 또 언론인이자 좌파민주당 (PDS)의 옛 서기장이기도 하며, 1998년부터 2000년까지는 총리를, 그 뒤에는 2006년부터 2008년까지 부총리 겸 외무 장관을 지내기도 하였다. 이탈리아 공산당의 정치인으로 활약했던 주세페 달레마 (Giuseppe D'Alema)의 아들이다.

## 생애
1949년 4월 20일 로마에서 태어났다. 아버지 주세페 달레마는 이탈리아 공산당 소속 정치인으로, 그도 어려서부터 아버지를 따라 공산주의 이념을 체득했다.